# یای انحصاری
در ریاضیات، یای انحصاری (به انگلیسی: Exclusive or) یا فصل انحصاری (به انگلیسی: exclusive disjunction) (یای منفصله حقیقیه، XOR) یک عملگر منطقی است که نتیجهٔ آن وقتی «درست» خواهد بود که تعداد فردی از ورودی‌هایش در حالت «درست» قرار داشته باشند.
در علم کامپیوتر این عملگر را می‌توان جمع بدون رقم نقلی نیز در نظر گرفت، به عبارت دیگر نمایشِ حاصل جمع دو عددِ یک بیتی در یک بیت.

## یای شمول یای غیر شمول
در تعریف گزاره‌های مرکب آمده است: گزاره‌هایی که از گزاره‌های ساده و موجود با استفاده از عملگرهای منطقی تشکیل می‌شوند. فرض کنید p و q دو گزاره باشند. ترکیب فصلی p و q که به‌صورت p∨q نشان داده می‌شود گزاره P or q یا(q یا p) است. اگر p و q هر دو نادرست باشند، ترکیب فصلی p∨q نادرست است، در غیر این صورت درست است. استفاده از کلمه or (یا) در ترکیب فصلی به مفهوم یای شمول (به انگلیسی: Inclusive) متناظر با یکی از دو راه استفاده از آن در ادبیات است. یک ترکیب فصلی زمانی درست است که حداقل یکی از دو گزارهٔ آن، درست باشد. برای مثال یای شمول در جمله زیر به کار گرفته‌شده است. «دانشجویانی که درس‌های علم کامپیوتر یا حساب دیفرانسیل را گرفته‌اند می‌توانند در این کلاس شرکت کنند» در اینجا منظور این است که دانشجویانی که هم‌درس علم کامپیوتر هم‌درس حساب دیفرانسیل را گرفته‌اند می‌توانند در این کلاس شرکت کنند و نیز دانشجویانی که تنها یکی از این دو درس را گرفته‌اند. از طرف دیگر ما از or یا یای غیر مشمول یا یای انحصاری (به انگلیسی: Exclusive) زمانی استفاده می‌کنیم که بگوییم «دانشجویانی که درس‌های علم کامپیوتر یا حساب دیفرانسیل را گرفته‌اند نه هردوی آن‌ها را می‌توانند در این کلاس ثبت‌نام کنند» در اینجا می‌خواهیم بیان کنیم که دانشجویانی که هر دو درس حساب و دیفرانسیل و علم کامپیوتر را نگذرانده‌اند نمی‌توانند در این کلاس شرکت کنند. تنها کسانی می‌توانند در این کلاس شرکت کنند که دقیقاً یکی از درس‌ها را گذرانده باشند.
| |
| نمایش {\displaystyle \scriptstyle A\oplus B} در نمودار ون                                                                     |
| |
| نمایش {\displaystyle \scriptstyle A\oplus B\oplus C} درنمودار ون {\displaystyle ~\oplus ~} {\displaystyle ~\Leftrightarrow ~} |

## روابط
عملگر یای انحصاری، یک عملگر دودویی است که به صورت زیر تعریف می‌شود.
{\displaystyle x\oplus y=xy'+x'y}
روابط زیر همواره در مورد این عملگر صادق است:
{\displaystyle x\oplus 0=x}
{\displaystyle x\oplus 1=x'}
{\displaystyle x\oplus x=0}
{\displaystyle x\oplus x'=1}
{\displaystyle x\oplus y'=(x\oplus y)'}
{\displaystyle x'\oplus y=(x\oplus y)'}
روابط فوق را می‌توان به کمک جدول درستی اثبات نمود. عملگر یای انحصاری خاصیت جابه‌جایی و خاصیت شرکت‌پذیری دارد:
{\displaystyle A\oplus B=B\oplus A}
{\displaystyle (A\oplus B)\oplus C=A\oplus (B\oplus C)=A\oplus B\oplus C}
تابع یای انحصاری می‌تواند بیشتر از چند ورودی داشته باشد. در این حالت، خروجی فقط زمانی در حالت «درست» قرار می‌گیرد که تعداد فردی از ورودی‌ها در حالت «درست» قرار داشته باشند. اگر تعداد زوجی از ورودی‌ها در حالت «درست» باشند (مثل ۰، ۲، ۴، ۶ و ...) خروجی «نادرست» است.
| ورودی | ورودی | خروجی |
| A     | B     | خروجی |
| ----- | ----- | ----- |
| ۰     | ۰     | ۰     |
| ۰     | ۱     | ۱     |
| ۱     | ۰     | ۱     |
| ۱     | ۱     | ۰     |